# Johann Heinrich Ott (Theologe, 1617)
Johann Heinrich Ott (* 31. Juli 1617, anderes Datum 3. August 1617 in Wetzikon; † 26. Mai 1682, anderes Datum 25. Mai 1682 in Zürich) war ein Schweizer evangelisch-reformierter Geistlicher und Hochschullehrer.

## Leben
Johann Heinrich Ott war der Sohn des Pfarrers Hans Heinrich Ott (* 1587 in Zürich; † 1647) und dessen Ehefrau Barbara (* circa 1590 in Zürich), Tochter des Hans Rudolf von Birch (1558–1622). Sein Stiefbruder war der Züricher Theologe Johann Rudolf Ott (* 1. Dezember 1642 in Henggart; † 4. Oktober 1716 in Zürich) und sein Neffe war der Wegbereiter des Pietismus in Zürich, der Kaufmann Hans Heinrich Schulthess.
Er begann sein Theologiestudium am Collegium Carolinum in Zürich und setzte es in Lausanne und Genf fort. In Genf begegnete er Friedrich Spanheim. Im Jahr 1638 reiste er zusammen mit Johann Heinrich Hottinger nach Groningen, wo er beim Antiarminianer Franciscus Gomarus und bei Heinrich Alting Theologie und orientalische Sprachen studierte. Die Korrespondenz mit dem inzwischen in Leiden wohnenden Hottinger führte er in Hebräisch. Nach Aufenthalten in Leiden und Amsterdam fuhr er zusammen mit Hottinger nach England, wo er die Oxforder Bodleian Library sowie die Londoner königliche Bibliothek in London besuchte und von diesen Einrichtungen sehr beeindruckt war. Über Frankreich gelangte er 1643 wieder in die Heimat zurück.
1641 wurde Ott Pfarrer in Zumikon. Zwei Jahre später übernahm er die Pfarrstelle in Dietlikon, die er bis 1668 innehatte. Er wohnte jedoch im zwei Stunden entfernten Zürich. Neben seinem Pfarrdienst betreute er in dieser Zeit das Archiv der Zürcher Kirche sowie die Bürgerbibliothek und ordnete beide Einrichtungen neu.
1651 erfolgte seine Berufung zum Professor der Eloquenz an das bereits erwähnte Collegium Carolinum. 1655 erhielt er zusätzlich eine Professur für Hebräisch und 1668 auch für Kirchengeschichte.
Johann Heinrich Ott ehelichte 1642 Ursula Hegner. Drei Jahre später heiratete er in zweiter Ehe Barbara Brunner (* 11. November 1624 in Zürich), die Tochter des Pfarrers und Professors Hans Rudolf Brunner. Aus dieser Ehe gingen zwölf Kinder hervor, unter ihnen der evangelische Theolologe, Historiker, Hebraist und Archidiakon Hans Baptist Ott (1661–1744).

## Schriftstellerisches und wissenschaftliches Wirken
Johann Heinrich Ott unterhielt eine umfangreiche Gelehrtenkorrespondenz in ganz Europa, auch zu Katholiken in der Schweiz, Deutschland, Frankreich und Italien, unter anderem mit Jan Amos Comenius und John Dury.
Seine Schrift Annales annabaptistisi, die 1672 erschien, war ein Referenzwerk in Sachen Täufertum, und gab der Entwicklung des Täufertums in Zürich breiten Raum. 1674 verfasste er eine handschriftliche Methodus legendi historias, und ein Jahr später folgte ein Memorial eidtgnößischer sowohl gedruckter als geschriebner sachen zu gutem der studiosorum Tigurinorum politicorum auffgesetzt.
Er beschäftigte sich intensiv mit dem Schweizerischen Täufertum und veröffentlichte theologische Werke zu den Jansenisten und den Täufern; dazu war er der Bearbeiter der Kirchenannalen Annales ecclesiastici des Cesare Baronio von 1676.
Er wurde 1670 aufgrund seines philologischen Werks Franco-Gallia, sive de origine lingua Gallicae Germanica, in dem er den deutschen Ursprung französischer Wörter nachwies, in die Lilienzunft der von Philipp von Zesens gegründeten Deutschgesinnten Genossenschaft  unter dem Namen der Zeugende aufgenommen.
Ohne im Collegium Insulanum Mitglied zu sein, das von 1679 bis 1681 bestand und die erste Aufklärungsgesellschaft im deutschen Sprachraum war, wirkte er gemeinsam mit Johann Heinrich Heidegger als anregende Kraft im Hintergrund.

## Schriften (Auswahl)
- Hans Peter Thomann; Hans Heinrich Ott; Johann Jakob Vedrosi: Definitiones theologicae, de notitia, fide iustificante et salvifica, spe, ac perseverantia hominum electorum. Tiguri : typis Ioh. Iacobi Bodmeri, 1643.
- Hans Peter Thomann; Hans Heinrich Ott; Hans Georg Gessner: Assertio Doctrinæ Orthodoxæ De Reatv, Qvem Ex Primo Primorvm Hominvm Peccato Omnis Ipsorvm Posteritas Sibi conflavit, contraxit. Tiguri : Typis Ioh. Iacobi Bodmeri, 1647.
- Hans Heinrich Ott; Michel de Marolles: Oratio de causa Iansenitica: una cum scholiis & indice praecipuorum librorum Janseniticorum: Praefatio item Rev. Marolles, Abbatis Villa-longani, suae in N.T. versioni praemissa, ex Gallico in Lat. conversa, ac notis insuper illustrata. Tiguri: typis Joh. Henrici Hambergeri, 1653.
- Franco-Gallia, sive de origine lingua Gallicae Germanica. 1670.
- Onomatologia seu de nominibus hominum propriis. Tiguri: typis & impensis Davidis Gessneri, 1671.
- Methodus legendi historias. 1674.
- Memorial eidtgnößischer sowohl gedruckter als geschriebner sachen zu gutem der studiosorum Tigurinorum politicorum auffgesetzt. 1675.
- Novum jus papale, oppositum juri veteri divino, cui adjungitur nucleus ex jure canonico. Tiguri: ex typographeo Bodmeriano, 1681.
- Vindiciae oppositae vindici veritatis reverendi atque illustrissimi domini, dn. Augustini Reding, abbatis Einsidlensis: una cum succincta tractatione De schismatis paparum Romanorum. Tiguri: ex typographeo Bodmeriano, 1681.